# SSE
SSE (англ. Streaming SIMD Extensions, потоковое SIMD-расширение процессора) — это SIMD- (англ. Single Instruction, Multiple Data, Одна инструкция — множество данных) набор инструкций, разработанный Intel и впервые представленный в процессорах серии Pentium III как ответ на аналогичный набор инструкций 3DNow! от AMD, который был представлен годом раньше. Первоначально названием этих инструкций было KNI — Katmai New Instructions (Katmai — название первой версии ядра процессора Pentium III).
Технология SSE позволяла преодолеть две основные проблемы MMX: при использовании MMX невозможно было одновременно использовать инструкции сопроцессора, так как его регистры были общими с регистрами MMX, и возможность MMX работать только с целыми числами.
SSE включает в архитектуру процессора восемь 128-битных регистров и набор инструкций, работающих со скалярными и упакованными типами данных.
Преимущество в производительности достигается в том случае, когда необходимо произвести одну и ту же последовательность действий над разными данными. В таком случае блоком SSE осуществляется распараллеливание вычислительного процесса между данными.

## Особенности
- 8 (в x86-64 — 16) 128-битных регистров XMM.
- 32-битный (в x86-64 — 64) регистр флагов (MXCSR).
- 128-битный упакованный тип данных с плавающей точкой одинарной точности.
- Инструкции над вещественными числами одинарной точности.
- Инструкции явной предвыборки данных, контроля кэширования данных и контроля порядка операций сохранения.

## Регистры
В SSE добавлены восемь (шестнадцать для x64) 128-битных регистров, которые называются xmm0 — xmm7 (-xmm15).
Каждый регистр может содержать четыре 32-битных значения с плавающей запятой одинарной точности.

## SSE-команды
Команды для чисел с плавающей точкой
- Команды пересылки
  - Скалярные типы — MOVSS
  - Упакованные типы — MOVAPS, MOVUPS, MOVLPS, MOVHPS, MOVLHPS, MOVHLPS
- Арифметические команды
  - Скалярные типы — ADDSS, SUBSS, MULSS, DIVSS, RCPSS, SQRTSS, MAXSS, MINSS, RSQRTSS
  - Упакованные типы — ADDPS, SUBPS, MULPS, DIVPS, RCPPS, SQRTPS, MAXPS, MINPS, RSQRTPS
- Команды сравнения
  - Скалярные типы — CMPSS, COMISS, UCOMISS
  - Упакованные типы — CMPPS
- Перемешивание и распаковка
  - Упакованные типы — SHUFPS, UNPCKHPS, UNPCKLPS
- Команды для преобразования типов
  - Скалярные типы — CVTSI2SS, CVTSS2SI, CVTTSS2SI
  - Упакованные типы — CVTPI2PS, CVTPS2PI, CVTTPS2PI
- Битовые логические операции
  - Упакованные типы — ANDPS, ORPS, XORPS, ANDNPS

Команды для целых чисел
- Арифметические команды
  - PMULHUW, PSADBW, PAVGB, PAVGW, PMAXUB, PMINUB, PMAXSW, PMINSW
- Команды пересылки
  - PEXTRW, PINSRW
- Другие
  - PMOVMSKB, PSHUFW

Другие команды
- Работа с регистром MXCSR
  - LDMXCSR, STMXCSR
- Управление кэшем и памятью
  - MOVNTQ, MOVNTPS, MASKMOVQ, PREFETCH0, PREFETCH1, PREFETCH2, PREFETCHNTA, SFENCE

## Пример
Следующий пример демонстрирует перемножение четырёх пар чисел с плавающей точкой одной инструкцией mulps:
(Программа написана на языке ANSI C++ с использованием ассемблерной вставки __asm и инструкций ассемблера для работы с SSE, аргументы записаны согласно стандарту Intel, а не AT&T)
```
__declspec
(
align
(
16
))
 
float
 
a
[
4
]
 
=
 
{
 
300.0
,
 
4.0
,
 
4.0
,
 
12.0
 
};

__declspec
(
align
(
16
))
 
float
 
b
[
4
]
 
=
 
{
   
1.5
,
 
2.5
,
 
3.5
,
  
4.5
 
};

 

__asm
 
{

    
movups
 
xmm0
,
 
a
    
;
 
// поместить 4 переменные с плавающей точкой из a в регистр xmm0

    
movups
 
xmm1
,
 
b
    
;
 
// поместить 4 переменные с плавающей точкой из b в регистр xmm1

    
mulps
 
xmm0
,
 
xmm1
  
;
 
// перемножить пакеты плавающих точек: xmm0 = xmm0 * xmm1

                      
;
 
// xmm00 = xmm10 * xmm00

                      
;
 
// xmm01 = xmm11 * xmm01

                      
;
 
// xmm02 = xmm12 * xmm02

                      
;
 
// xmm03 = xmm13 * xmm03

    
movups
 
a
,
 
xmm0
    
;
 
// выгрузить результаты из регистра xmm0 по адресам a

};

```

Тот же пример, но ассемблерная вставка asm выполнена в стандарте AT&T (GNU Assembler)
```
float
 
a
[
4
]
 
=
 
{
 
300.0
,
 
4.0
,
 
4.0
,
 
12.0
 
};

float
 
b
[
4
]
 
=
 
{
   
1.5
,
 
2.5
,
 
3.5
,
  
4.5
 
};

 
__asm__
 
volatile

 
(

  
"movups %[a], %%xmm0
\n\t
"
	
// поместить 4 переменные с плавающей точкой из a в регистр xmm0

  
"movups %[b], %%xmm1
\n\t
"
	
// поместить 4 переменные с плавающей точкой из b в регистр xmm1

  
"mulps %%xmm1, %%xmm0
\n\t
"
	
// перемножить пакеты плавающих точек: xmm0 = xmm0 * xmm1

				
// xmm00 = xmm00 * xmm10

				
// xmm01 = xmm01 * xmm11

				
// xmm02 = xmm02 * xmm12

				
// xmm03 = xmm03 * xmm13

  
"movups %%xmm0, %[a]
\n\t
"
	
// выгрузить результаты из регистра xmm0 по адресам a

  
:

  
:
 
[
a
]
"m"
(
*
a
),
 
[
b
]
"m"
(
*
b
)

  
:
 
"%xmm0"
,
 
"%xmm1"

 
);

```